# Vitesse in het seizoen 1893/94

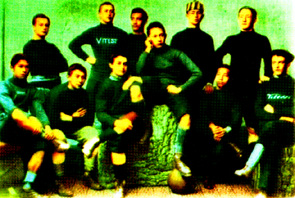
Vitesse anno 1894

Het voetbalteam Vitesse speelde ook in het tweede seizoen van zijn bestaan, het seizoen 1893/1894, alleen oefenwedstrijden.

## Spelers
De volgende spelers hebben minimaal één (oefen)wedstrijd gespeeld in het seizoen 1893/'94:
| - Beijer - Bernard Dezentjé - Edmond Dezentjé - Eli Dezentjé - Frans Dezentjé | - Fons Donkers - Willem Doijer - Chris Engelberts - Karel Fischer - Herman Hesselink | - Willem Hesselink - Dé Jonker - Siegfried Leopold - Meijer Timmerman Thijssen - Cees Pekema | - Roozeboom - Rudolf van Rossum - Jan van der Zande |

## Oefenwedstrijden
Bron: Vitesse Statistieken
| Legenda    |
| ---------- |
| Winst      |
| Gelijkspel |
| Verlies    |

| Datum            | Thuis          | Uitslag   | Uit            | Doelpuntenmakers Vitesse                         | Bijzonderheden             |
| ---------------- | -------------- | --------- | -------------- | ------------------------------------------------ | -------------------------- |
| 29 oktober 1893  | Zutphania 1891 | 3–2 (3–0) | Vitesse        | Roozeboom (3–1), Meijer Timmerman Thijssen (3–2) |                            |
| 17 december 1893 | Vitesse        | 2–3 (2–1) | Quick 1888     | Roozeboom (1–1), Edm. Dezentjé (2–1)             | Op terrein IJsclub, Arnhem |
| 28 januari 1894  | Quick 1888     | 1–1 (0–1) | Vitesse        | Edm. Dezentjé (0–1)                              |                            |
| 4 februari 1894  | Vitesse        | 2–4 (1–4) | Zutphania 1891 | Piekema (1–2), Engelberts (2–4)                  |                            |